# Phyllomyias griseocapilla
Phyllomyias griseocapilla е вид птица от семейство Тиранови (Tyrannidae). Видът е почти застрашен от изчезване.

## Разпространение
Видът е разпространен в Бразилия.